# Hartbert von Hildesheim

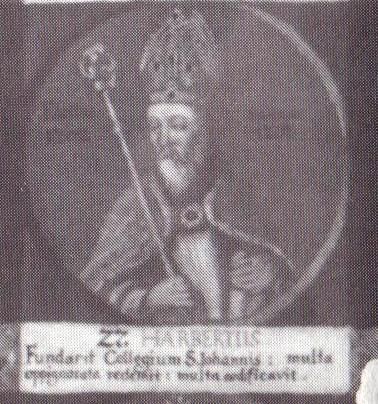
Hartbert als 27. Bischof von Hildesheim auf einem Gemälde mit Medaillondarstellungen aller Hildesheimer Bischöfe bis zum Ende des 18. Jahrhunderts; lateinische Inschrift: „Er gründete das St.-Johannis-Stift [in Hildesheim]. Er löste viele verpfändete Güter aus. Er baute viel.“

Hartbert war Bischof von Hildesheim von 1199 bis 1216.

## Leben und Wirken
In seinem Amt war er an Entscheidungen beteiligt, die die Geschichte verschiedener Ortschaften in Niedersachsen beeinflussten.
So findet sich in einer Urkunde des Bischofs die älteste Nachricht – zwischen 1199 und 1206 – über den Ort Wennigsen (Deister), die nur in einer Abschrift des 13. Jahrhunderts im Copialbuch des Klosters Amelungsborn überliefert ist. In diesem Dokument wird beurkundet, dass Graf Bernhard von Poppenburg aus Wennigsen auf die Verwaltung des vom Kloster Amelungsborn seinem Vater übertragenen Salzwerkes in Swalenhusen bei Hemmendorf verzichtet.
Ebenso verlegte Bischof Hartbert das Augustinerkloster in der Zeit von 1209 bis 1213 von Holle nach Derneburg. In der Folge entwickelte sich das Derneburger Kloster Anfang des 13. Jahrhunderts zum größten Grundbesitzer in der Grafschaft Holle.